# Loie Fuller (film)
Loie Fuller je francouzský němý film z roku 1902. Režisérem je Segundo de Chomón (1871–1929). Film trvá necelé dvě minuty.

## Děj
Film zachycuje létajícího upíra a jeho transmutaci na tanečnici Loie Fuller, která vzápětí začne předvádět hadí tanec.